# 邵童谋杀案
2014年9月26日，美国爱荷华州爱荷华市警方在一辆市郊公寓外停放的车辆的后备箱内发现一具尸体。其后警方认定死者是来自中国的20岁女留学生邵童，其生前就读于爱荷华州立大学（Iowa State University），而案发车辆也正由她的名义所注册。她此前曾被报告称其已经失踪9天。死因被认定为窒息致死的他杀。
邵童最后一次露面是9月7日在位于名为内华达市的小镇外的一家宾馆，地处爱荷华州立大学所在地艾姆斯以东。她事前曾与她就读于位于爱荷华市的爱荷华大学（University of Iowa）的男友李向南共度周末。根據報導，她的豐田凱美瑞车辆和尸体即在李向南所住的公寓小区内被发现。事件暴露时李已經搭機回國，并不在场。警方相信在案发第二天一早匆促退房后，他用死者的手机以她的口吻给她的朋友发短信称她要出行一段时间，并同时称李因为家中急事已返回中国。9月8日，李向南登机经芝加哥中转，并在9月10日到达中国，隨後廣州、長安等地逃亡。於是2015年年初，爱荷华州约翰逊县官方指控李向南犯有一级谋杀罪并发出逮捕令。中国部分网民开始转发仍然在逃的李向南的照片和信息，兩人在前往美國之前的關係也被傳開，後來李亦在法庭上做出有關口供。根据中国法律规定，中国公民在境外犯罪，中国拥有管辖权，且不会引渡本国公民。在中国浙江警方赴美国搜集证据后，亦对李向南提出指控。2015年5月，李向南向温州警方投案。
2016年3月23日温州市中级人民法院开庭审理该案。2016年6月22日，温州市中级人民法院公开宣判，被告人犯故意杀人罪，判处无期徒刑，剥夺政治权利终身。